# Bambang Pamungkas
Bambang Pamungkas, conhecido como Bape, (Salatiga,10 de junho de 1980) é um treinador e ex-futebolista indonésio, que atuava como atacante. Atualmente treina o Persija Jakarta.

## Internacional
Bambang Pamungkas é o maior artilheiro e recordista de jogos na Seleção Indonésia de Futebol.

## Títulos
Seleção e times:
1. Liga Indonésia: 2000
2. Malásia Premier League: 2005
3. Malásia FA Cup: 2005
4. Malásia Cup: 2005

Individuas
1. Liga Indonésia Artilheiro: 2000
2. Liga Indonésia Jogador do Ano: 2001
3. Malásia Copa Jogador do Ano: 2005
4. Copa Djie Sam Soe: 2007